# 尾島徹
尾島 徹（おじま とおる、1984年3月23日 -）は、地方競馬の笠松競馬場所属の元調教師、元騎手である。地方競馬教養センター長期騎手課程第73期生。

## 来歴
2001年3月31日付けで地方競馬騎手免許を取得。同年4月1日第1回笠松競馬1日目第4競走BC組条件戦3番人気ダイワコマンダーで初騎乗（9頭立て5着）。同年4月25日第2回笠松競馬3日目第3競走3歳組条件戦を9番人気カメラメセンで優勝し、11戦目で初勝利 (10頭立て) 。
2002年10月15日第17回全日本新人王争覇戦出場（12人中9位）。
2004年4月9日第1回笠松競馬5日目第5競走サラ系B19組条件戦を1番人気マルタカウランで優勝（10頭立て）し、地方競馬通算100勝達成。
2005年4月30日第3回京都競馬3日目第6競走3歳500万下で10番人気マルヨサンデーに騎乗し、中央競馬初騎乗（11頭立て7着）。同年8月19日第8回笠松競馬5日目第9競走第34回くろゆり賞を7番人気オグリスキーで優勝し、重賞初制覇（10頭立て）。
2006年5月31日第4回笠松競馬3日目第1競走サラ系3歳9組条件戦を1番人気アウヂョンで優勝（9頭立て）し、地方競馬通算200勝達成。同年10月22日第9回盛岡競馬5日目第31回報知新聞杯ウイナーカップを3番人気オグリホットで優勝し、他場での重賞初制覇（14頭立て）。翌10月23日から11月12日まで騎乗技術の向上を目的として中央競馬・岩戸孝樹厩舎で研修を行った。
2007年6月8日第6回名古屋競馬4日目第12競走第37回東海ダービーを4番人気マルヨフェニックスで優勝した（12頭立て）。また、同馬とのコンビで同年8月15日第8回大井競馬4日目第9競走第41回黒潮盃に出走し、9番人気の低評価を覆して快勝した（15頭立て）。同年9月13日第10回笠松競馬3日目第9競走サラ系C2組選抜戦をキャプテンハートで優勝（8頭立て2番人気）し、地方競馬通算300勝達成。
2008年1月8日第17回笠松競馬2日目第3競走において個人協賛により尾島徹騎手結婚記念3歳4組条件戦が施行され、マディスンスクエアに騎乗し2着だった（9頭立て3番人気）。同年7月7日第6回福山競馬3日目第9競走に実施された福山競馬場初の地方競馬全国交流競走オッズパークグランプリ2008で8番人気マルヨスポットに騎乗し、レコードタイムで優勝した（9頭立て）。同年11月28日第14回笠松競馬5日目第4競走いろり火特別（サラ系A2組）をフィンマックールで優勝（6頭立て4番人気）し、地方競馬通算400勝達成。
2009年6月23日には騎乗機会4連続勝利を達成した。同年7月16日第6回園田競馬3日目第11競走オッズパークグランプリ2009に3番人気マルヨフェニックスで出走、返し馬の際放馬するアクシデントがあったがそれを克服し優勝した（11頭立て）。同年11月11日第13回笠松競馬3日目第8競走サラ系B8組条件戦を2番人気フジノアサハタで優勝（10頭立て）し、地方競馬通算500勝達成。
2009年、549戦107勝で初めて笠松のリーディングジョッキーとなる。
2015年、平成27年度第1回調教師免許試験に合格し、8月1日付けで調教師に転身するとともに同日厩舎を開業、9月18日笠松競馬第2競走を管理馬カティサンダが制し、開業初勝利をあげた。
2020年8月1日に引退した。引退に先立つ6月23日、岐阜県警が、笠松競馬の関係者4人が馬券を買ったとして、競馬法違反の疑いで事情聴取、並びに厩舎や関係者の自宅などを家宅捜索しており、共同通信や産経新聞などは「免許を交付されず引退した人物」が「馬券購入に関わった容疑で捜査中の調教師と騎手の4人」であるという趣旨の報道をしている。
2021年4月21日、調教師時代に賄賂の供与、勝馬投票券の購入を行ったとして、岐阜県地方競馬組合から岐阜県地方競馬組合地方競馬実施条例施行規則に基づく競馬関与禁止処分を受けた。これは無期限で競馬場への出入りなどを禁止する処分である。
引退後はYouTubeやTwitterで活動している。

## 主な騎乗馬
- マルヨサンデー（2005年岐阜金賞、2006年白銀争覇）
- オクトパス（2006年ゴールドジュニア）
- マルヨフェニックス（2006年ライデンリーダー記念、2007年園田ユースカップ、東海ダービー、黒潮盃、岐阜金賞、2009年オッズパークグランプリ、スパーキングサマーカップ、姫山菊花賞、2010年東海桜花賞、みちのく大賞典、姫山菊花賞、笠松グランプリ、2011年六甲盃、2012年東海菊花賞）
- クィーンロマンス（2007年新春盃）
- マルヨスーパーラブ（2007年オッズパーク・ファンセレクションin笠松）
- マルヨスポット（2007年スプリント、2008年オッズパークグランプリ）
- トウホクビジン（2009年岐阜金賞）
- マルヨサイレンス（2010年岐阜金賞）
- マルヨコンバット（2011年新緑賞）
- エイシンフレンチ（2011年東海菊花賞）
- アウヤンテプイ（2011年兼六園ジュニアカップ、2012年ゴールドジュニア、駿蹄賞）
- キミニコイシテ（2012年若草賞）
- エイシンルンディー（2012年ジュニアクラウン、2013年ル・プランタン賞）
- カツゲキドラマ（2012年園田プリンセスカップ、プリンセス特別）
- ドリームマジシャン（2013年オータムカップ、東海ゴールドカップ）